# Хотел Асторија
Хотел Асторија (пуним називом Queen's Astoria Design Hotel) је хотел са четири звездице стациониран у улици Милована Миловановића 1, општини Савски венац у Београду. Отворен је 1937. године. 

## Историјат
Изградњу хотела финансирао је српски бизнисмен и хотелијер Ђурђе С. Нинковић, који је већ имао хотеле у Београду, укључујући хотел „Пошта”, отворен 1930. године. Идеја је била да Асториа буде један од већих хотела у граду, а Нинковић је пројекат зграде поверио свом зету, архитекти Ивану Савковићу, који је радио и на пројектовању зграда након Другог светског рата. Новоизграђени хотел отворен је 1937. године и постао је један од првих модернистичких објеката у Београду, са елементима стримлајн модерне, примењујући минималистички дизајн фасаде и ослањајући се на једноставне геометријске линије, а не декорацију. Зграда је тада добила статус значајне архитектонске грађевине у српској архитектури. У том периоду хотел је имао око 80 соба, ресторан, бар. Простире се на 3600 m2 и налази се у центру Београда, у непосредној близини зграде некадашње Железничке станице Београд-главне.
Ђурђе С. Нинковић умро је у новембру 1940. године, а његова супруга Јелена, син Милорад Нинковић и ћерка Нина Савковић наследили су хотел и наставили са пословањем.
Током Априлског рата, 6. априла 1941. године хотел је конфискован и коришћен у војне сврхе Вермахта. Након рата хотел је поново био у власништву породице Нинковић-Савковић, али на кратко време. На крају Другог светског рата хотел је национализован у новооснованој ФНРЈ. Држава је водила хотел наредних шездесет година, а након национализовања, чланови породице Нинковић-Савковић нису могли у њему ни да живе.
У марту 2009. године, са објавом Агенције за приватизацију тендерске аукције ради поновне приватизације Хотела Асториа, првобитни власници, чланови породице Нинковић, организовали су протест тако што су ушли у хотел. Протест је предводио Ђурђе Нинковић, син власника хотела, Милорада Нинковића, а они су од 3. до 30. марта окупирали хотел незадовољни како се третира њихова имовина која је продата. Окупација хотела добила је значајну медијску пажњу, доприносећи јавној расправи у вези са неуспехом Владе Србије да надокнади власницима имовину коју су им комунисти присилно одузели. Без обзира на то, аукција је настављена према плану, а хотел је поново приватизован преко Агенције за приватизацију и продат за 230 милиона динара младеновачкој компанији Прогрес а.д и подгоричком предузећу Монтенегро примери. Према уговору о куповини, нови власник је преузео обавезу инвестирања 61,6 милиона динара у некретнину.
Дневни лист Политика је 9. марта 2009. године објавио је текст Ђурђа Нинковића који је оспорио правни основ Владе Србије да управља хотелом, позивајући се на Закон о национализацији закупљених зграда и грађевинског земљишта ради комерцијалне експлотације, који је ступио на снагу 1. јануара 1959. године. Нинковић је такође изјавио да је хотел био незаконито национализован и да држава никада није имала правни основ за доношење одлука о хотелу.
Нови власник затворио је хотел у јулу 2009. године и реновирао га. Крајем новембра 2010. године хотел је отворен под именом Queen's Astoria Design Hotel. Хотел је још увек предмет бројних нерешених судских процеса који оспоравају власништво.

## Историјски значај
Хотел „Асториа” имао је улогу у развоју демократије у Србији, јер су се управо у њему одржавали састанци Оснивачког одобра Демократске странке у адвокастској канцеларији Нинковића (коју је породица након национализације задржала на коришћење, а налази се у згради хотела). У оквиру хотела је такође објављен први политички програм Демократске странке, у јануару 1990. године и место је припрема за оснивачку конференцију странке која је одржана у фебруару исте године. Након оснивачке конференције странке, Демократска странка је имала централну канцеларију у хотелу у периоду од фебруара до октобра 1990. године.
Нинковићева канцеларија у хотелу такође је била место прве централне канцеларије Демократске странке Србије неколико месеци, oд јула 1992. године, након што се коалција Демократски покрет Србије одвојила од Демократске странке, ради формирања Демократске странке Србије.